# Малая Сосновка (Марий Эл)
Малая Сосновка (мар. Чапчык) — деревня в Волжском районе Республики Марий Эл. Входит в состав Петъяльского сельского поселения.

## География
Находится в южной части республики Марий Эл на расстоянии приблизительно 30 км по прямой к северо-востоку от районного центра (города Волжск) и в 3 км к югу от центра сельского поселения, деревни Петъял.

## История
По легенде, марийское название деревни произошло от имени основателя Чапчая.
Упоминается с 1763 года как деревня Сосновая, основанная переселенцами из деревни Пинжаны, с 34 жителями (26 мужчин и 8 женщин, государственные крестьяне, марийцы). В 1795 году в деревне Сосновая (Чапчики) Азъяльской волости было 9 дворов, проживало 39 жителей (25 мужчин и 14 женщин, государственные крестьяне, мари).
В 1839 году деревня входила в состав Петъяльского сельского общества Петъяльской волости. В «Списке населённых мест Российской империи», изданном по данным 1859 года, населённый пункт упомянут как казённая деревня Мало-Сосновая 2-го стана Царевококшайского уезда Казанской губернии, при речке Пинжанке, расположенная в 93 верстах от уездного города Царевококшайск. Здесь насчитывалось 19 дворов и проживало 114 жителей (56 мужчин и 58 женщин).
В 1872 году в деревне Малая Сосновая Сотнурской волости Царевококшайского уезда на реке Пинжанке работала водяная мельница. Жители пользовались речной водой. В 1887 году жители (православные мари) в своих хозяйствах держали 53 лошади, 63 головы крупного и 232 головы мелкого рогатого скота и другой скотины. По данным переписи населения 1897 года в деревне Малая Сосновая (Чапчики) Сотнурской волости Царевококшайского уезда насчитывалось 183 человека, марийцы.
В начале XX века (1902—1905 годы) в деревне было 32 двора, проживало 173 человека (92 мужчины, 81 женщина). В 1905 году водяной мукомольной мельницей с тремя поставами владел крестьянин Авдразмин Исмагилович Файзголлин. В 1909 году жители деревни держали в своих хозяйствах 164 лошади, 283 коровы и 6 свиней. Население также относилось к разряду государственных крестьян, православных мари.
В 1923 году в деревне Малая Сосновая Сотнурской волости Краснококшайского кантона в 38 дворах проживало 196 жителей. В 1925 году деревня Малая Сосновая (Чапчик) относилась к Нагоринскому райсельсовету Звениговского кантона Марийской АО, там проживало 203 марийца и 5 русских.
В 1931 году в деревне был организован колхоз «Чевер илыш» («Красивая жизнь»), в который сначала вступили 7 хозяйств. Однако большинство крестьян относилось к колхозам с недоверием. Позже колхоз был переименован в «Трудовик».
В 1940 году в деревне Малая Сосновая Нагоринского сельсовета Сотнурского района проживало 217 человек. Колхоз «Трудовик» обслуживался Сотнурской МТС. В состав колхоза входило 56 дворов, 191 человек. Здесь содержались 22 головы крупного рогатого скота, 33 свиньи, 15 овец, 40 голов птицы, 47 пчелосемей, 41 лошадь. В деревне находились колхозная мельница и кузница. Из сельскохозяйственных орудий было 2 сеялки, сенокосилка, жатка, лобогрейка, 20 конных плугов, зерновой триер, 2 зерновых сортировки, веялка, 28 телег и 27 саней. В деревне для колхозного стада были конюшня, свинарник, овчарня; для урожаев — 6 зернохранилищ, картофелехранилище, 2 овина, крытый ток, силосная яма. Работали сезонные детские ясли на 25 мест.
В годы Великой Отечественной войны 48 уроженцев деревни ушли на фронт, из них погибло 37 человек. В деревню были эвакуированы жители из города Ленинграда и Калининской области. Колхоз передал построенный на свои деньги самолёт. Колхозники посылали фронтовикам письма, посылки. Некоторые женщины передавали в фонд обороны серебряные украшения.
В 1952 году деревня входила в состав укрупнённого колхоза «За Родину», центральная усадьба которого находилась в соседней деревне Нагорино.
В 2004 году деревня вместе с упразднённым Карайским сельсоветом вошла в состав Петъяльского сельского поселения.

## Население
| 2002 | 2010 |
| ---- | ---- |
| 71   | ↗82  |

В 2002 году по данным текущего учёта в деревне проживало 73 человека в 31 дворе (большинство — марийцы), а согласно переписи 2002 года — 71 человек (34 мужчины, 37 женщин, марийцы — 100 %). По переписи 2010 года — 82 человека (42 мужчины, 40 женщин).
По состоянию на 2002 год жители деревни держали в своих хозяйствах 28 голов крупного рогатого скота, 7 свиней, 48 овец; на приусадебных участках размером до 30 соток выращивали картофель и другие овощи. Школьники учились в Карайской средней школе. Население посещало Свято-Гурьевскую церковь в деревне Петъял, отмечало престольные праздники, а также марийские праздники Агавайрем и Семык пайрем. Имели 1 грузовую и 2 легковые машины, бытовую технику.